# Anomalia siły ciężkości

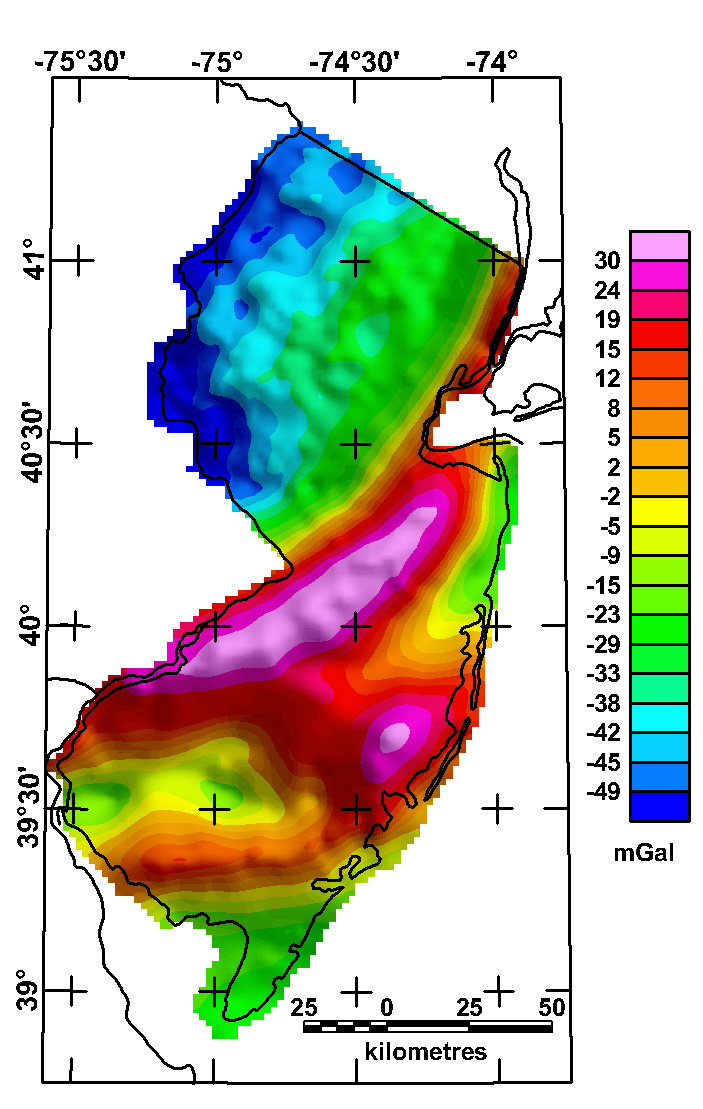
Anomalia w redukcji Bouguera na terenie stanu New Jersey

Anomalia siły ciężkości – w geofizyce różnica między zmierzoną (i zredukowaną do poziomu elipsoidy) w danym punkcie siłą ciężkości a wzorcową (normalną) siłą ciężkości na danej szerokości geograficznej. Zwyczajowo mierzona jest w miligalach (mGal), rzadko stosuje się milimetry na sekundę do kwadratu (mm/s2).
W celu określenia anomalii, należy dla zmierzonej siły ciężkości zastosować szereg poprawek:
- poprawka wolnopowietrzna (Faye'a) – sprowadza punkt pomiarowy do poziomu elipsoidy
- poprawka na płytę płaskorównoległą (tzw. redukcja Bouguera) – uwzględnia masy leżące między punktem pomiaru a powierzchnią odniesienia
- poprawka topograficzna – uwzględnia wpływ ukształtowania otaczającego terenu
- poprawka lunisolarna – uwzględnia wpływ oddziaływania Słońca i Księżyca.

Na podstawie anomalii siły ciężkości można określić położenie i kształt niektórych struktur geologicznych. Obiekty o gęstości wyższej, niż otoczenie (np. rudy) oddziałują dodatnio na siłę ciężkości, natomiast te o gęstości mniejszej (kawerny, wysady solne) – ujemnie. Należy przy tym zaznaczyć, że nad łańcuchami górskimi anomalie są ujemne, a nad morzami dodatnie – spowodowane jest to zjawiskiem izostazji. W centralnych Alpach typowa wartość anomalii wynosi –150 mGal (–1,5 mm/s2). Anomalie spowodowane dużymi i głęboko zalegającymi strukturami noszą nazwę anomalii regionalnych i rzadko stanowią obiekt badań – geofizyka stosowana wykorzystuje anomalie lokalne (należy je oddzielić od anomalii regionalnych na drodze interpretacji jakościowej).